# Železniška postaja Grahovo
Železniška postaja Grahovo je ena izmed železniških postaj v Sloveniji, ki oskrbuje bližnje naselje Grahovo ob Bači.